# Meso-xilitol

## Origen y propiedades.
El meso-xilitol se obtiene por hidrogenación catalítica de la D-xilosa, que a su vez proviene de la hidrólisis de los xilianos (carozo del maíz, leño de abedul, bagazo de caña de azúcar, serrines, pajas). Se utiliza como sustituto de las pentosas después de su deshidrogenación en D-xilulosa.

## Empleos.
Xilitol, lo mismo que el D-sorbitol o la D.glucosa, puede reemplazar a la sacarosa en la formulación de jarabes. Generalmente la formulación se espesa. Este poliol es un <<edulcorante de carga>> y, como tal, su empleo está autorizado en Francia. Sucede lo mismo con otros polioles (D-manitol, D-sorbitol, maltitol, isomalt, lactitol) y con la polidextrosa. En productos alimenticios debe mencionarse en la etiqueta la presencia de estos edulcorantes (edulcorado con…). Igualmente es necesario señalar que la etiqueta debe mencionar:
- que el producto no se debe dar a los niños menores de 3 años;
- que el consumo diario excesivo puede producir trastornos gastrointestinales no graves: en efecto, se sabe que la ingestión de grandes cantidades puede originar flatulencias y diarreas.
Experimentos químicos y bacteriológicos así como numerosos estudios clínicos controlados, han establecido que el xilitol no es inductor de caries. Al contrario, su consumo de forma regular disminuye al frecuencia de la aparición de caries dentales; es más eficaz que el sorbitol y que los demás hexitoles. El meso-xilitol se utiliza ampliamente en confitería: no criogénico, aporta además un sabor fresco. En 1996 un 40% de los 6 mil millones de masticables vendidos en Francia correspondieron a chicles sin azúcar (sorbitol, malltitol, manitol, xilitol).

## Composición química de xilitol
REFERENCIAS
Bruneton J.Farmacognosia, fitoquimica y plantas medicinales 2ª Edición. Editorial Acriba S.A
- Datos: Q6011401